# Boryszyn
Boryszyn [pronunciación en polaco: /bɔˈrɨʂɨn/] (en alemán: Burschen) es un pueblo en el distrito administrativo de Gmina Lubrza, dentro del Distrito de Świebodzin, Voivodato de Lubusz, en Polonia occidental.
Se encuentra aproximadamente 5 kilómetros al norte de Lubrza, 14 kilómetros al noroeste de Świebodzin, 45 kilómetros al sur de Gorzów Wielkopolski, y 46 kilómetros al norte de Zielona Góra.
El pueblo tiene una población de 210 habitantes.